# Polonia Świdnica
MKS Polonia Świdnica – najstarszy klub sportowy w Świdnicy, który powstał 23 lipca 1945 roku. Początkowo posiadał on tylko jedną sekcję – piłkarską. W ciągu następnych lat powstały jednak kolejne sekcje – boks, koszykówka, akrobatyka, siatkówka, strzelectwo, tenis stołowy, szachy, piłka ręczna, kolarstwo, sporty motorowe, gimnastyka a także sekcja pływacka. 

## Historia

Afisz meczu Skra Częstochowa - Polonia Świdnica 24.08.1947 r.

Największe sukcesy odnosili piłkarze, którzy w sezonie 1947/1948 zostali mistrzem A-Klasy, gr. 1 (ówczesnej III ligi) i przez dwa następne sezony występowali w II lidze, a w pierwszej połowie lat 90. byli blisko powtórzenia tego sukcesu, ponieważ przez kilka sezonów walczyli o awans. Sekcja piłkarska Polonii Świdnica zajmuje w rankingu wszech czasów II ligi 158. miejsce – w 36 meczach wywalczyli 24 pkt. (wtedy jeszcze za zwycięstwo otrzymywało się 2 pkt.), odnieśli 9 zwycięstw, 6 remisów i 21 porażek, strzelając 49 goli i tracąc 88. Drugą pod względem wielkości sekcją była siatkówka kobiet, która przez kilka sezonów grała w I lidze i wychowała kilkanaście siatkarek, które grały potem w najwyższych klasach rozgrywkowych i reprezentacji Polski. Największe sukcesy to dwukrotne zdobycie 3. miejsca w Mistrzostwach Polski.
Obecnie w strukturach klubu są dwie sekcje: boks i akrobatyka sportowa. Sekcje te odnoszą wiele sukcesów na szczeblu ogólnopolskim, co w ogólnym rankingu klubów w 2006 dało im 158. miejsce na 2908 sklasyfikowanych klubów w Polsce.
Sekcja piłkarska połączyła się z klubem Sparta Świdnica i powstał klub KP Polonia/Sparta Świdnica grający obecnie w III lidze dolnośląsko-lubuskiej, a w sezonie 2007/2008 zdobył mistrzostwo IV ligi dolnośląskiej. Klub powrócił do nazwy KS Polonia Świdnica.
Sekcja siatkówki kobiet odłączyła się od klubu i powstał Miejski Klub Sportowy Świdnica grający obecnie w II lidze.
Najbardziej znanymi świdniczankami są Dorota Świeniewicz – Mistrzyni Europy w siatkówce kobiet oraz Anna Werblińska – reprezentantka Polski, które zaczynały karierę w MKS Polonia Świdnica.
Od sezonu 2014 sekcja piłkarska zmieniła nazwę na Polonia-Stal Świdnica.